# Гора Барда Визбора
Вершина Барда Визбора — гора на Алтае, в северных отрогах Северо-Чуйского хребта (Кош-Агачский район Республики Алтай). 
Высота 3390 м над уровнем моря. 
Названа в честь автора-исполнителя песен Юрия Визбора.
Минимальная категория трудности — 2А (по западному гребню). Первовосхождение совершено в 1987 году под руководством горнолыжника, альпиниста, геофизика, барда Бориса Левина, друга Юрия Визбора.

## Ссылка
- Вершина Барда Визбора Архивная копия от 25 сентября 2021 на Wayback Machine